# Flight of Black Angel
Flight of Black Angel é um telefilme dos gêneros drama e ação de 1991 produzido pela Trimark Pictures para a rede de TV a cabo Showtime, com direção de Jonathan Mostow e estrelado por William O'Leary e Peter Strauss.
As primeiras exibições ocorreram: no Japão em 25 de janeiro de 1991 e nos Estados Unidos em 23 de fevereiro de 1991.

## Sinopse
O capitão da Força Aérea Americana Eddie Gordon (William O'Leary), que é um piloto de caça em atividade na academia da USAF, possui um desequilíbrio mental e pensa ser um mensageiro de Deus.
No final de semana de seu aniversário, ele mata toda a sua família: pai, mãe e irmão, e quando retorna a academia, clandestinamente carrega seu caça com armamento letal e uma bomba atômica com a intenção de lançar na cidade de Las Vegas, que para ele é um cidade pecaminosa.
Depois de abater os cadetes com quem treinava e derrubar a aeronave do instrutor de voo, Matt Ryan (Peter Strauss), sequestra uma família para ajudá-lo a contornar os bloqueios de segurança da bomba.
No caminho a Las Vegas, Eddie Gordon e Matt Ryan se encontram, travando um combate aéreo. A única alternativa para salvar a cidade é abater e aeronave de Eddie ainda no deserto, com o perigo do raio da explosão atômica matar os dois pilotos.

## Elenco
- Peter Strauss ... Matthew Ryan[1]
- William O'Leary ... Eddie Gordon[1]
- James O'Sullivan ... Bill Douglas[1]
- K Callan ... Sra. Gordon[1]
- Michele Pawk ... Valerie Dwye[1]
- Michael Keys Hall ...Richard Dwyer[1]
- Ben Rawnsley ... Sr. Gordon[1]
- Marcus Chong ... Dragonfly[1]
- Jerry Bossard ... Bulldog[1]
- Patricia Sill ... Melissa Gaiter[1]